# District de Datong (Daqing)
Pour les articles homonymes, voir Datong (homonymie).
Le district de Datong (大同区 ; pinyin : Dàtóng Qū) est une subdivision administrative de la province du Heilongjiang en Chine. Il est placé sous la juridiction de la ville-préfecture de Daqing.